# Hélène Breschand
Hélène Breschand (née en 1966 à Paris) est une harpiste, soliste internationale et compositrice française. Figure emblématique de la harpe expérimentale et contemporaine.

## Biographie
Cette description extraite de la revue Mouvement, raconte sa capacité à harmoniser silences et résonances avec une maîtrise et une pertinence qui, alliées à une rare inventivité, confèrent à l’instrument une dimension étonnante.
D’une grande force méditative et d’une richesse musicale nourrie à des sources très diverses, la musique d’Hélène Breschand parvient à faire oublier la spécificité de son instrument pour atteindre à une singulière universalité . 
Julian Cowley dans The Wire ajoute  
Si vous considérez toujours la harpe comme un anachronisme, faites simplement l'expérience de la portée et de la puissance de Breschand dans Le Goût du Sel. 
Elle appartient à une génération de musiciens avides d'expériences transfrontalières. Sensible aux multiples disciplines artistiques, elle a collaboré au fil des rencontres, écrites ou improvisées, avec des musiciens classiques (Luciano Berio, Bernard Cavanna…), des compositeurs contemporains (Eliane Radigue, David Toop, Elliott Sharp (en), Reinhold Friedl, Franck Vigroux, Wilfried Wendling…). 
Elle crée également pour les arts plastiques (Hiroshi Sugimoto, Christian Marclay…) le cinéma (Jeanne d’Arc de Carl Theodor Dreyer, Salomé de Charles Bryant) et la danse (avec Mic Guillaumes, Christian UBL…).
Elle enseigne également la harpe au conservatoire du VIe arrondissement de Paris.
En 2017, elle participe à des commandes de Michèle Lamy avec la plasticienne Caecilia Tripp. En parallèle de ses projets actuels, elle travaille activement à la création d’un nouveau Solo à la harpe électrique et voix, qui fera l’objet d’un disque et d’une tournée en 2019.

## Parcours individuel
Hélène Breschand commence sa carrière solo à l’âge de vingt ans. Elle travaille avec de nombreux compositeurs et joue un répertoire de créations contemporaines. Elle évolue à la limite de plusieurs domaines et vit l’interprétation et l’improvisation comme deux approches complémentaires de la musique.
En 2006, le duo qu’elle a créé en 2001 avec Jean-François Pauvros, est invité pour une performance dans le cadre de La Force de l'art au Grand Palais, trois ans après la sortie de l’album Sombre sur le label Victo.
À partir de 2007, elle rencontre Christian Marclay avec qui elle travaille régulièrement depuis. Leur collaboration commence par une performance solo de Graffiti composition à la galerie Yvon Lambert à Paris en 2007, puis par l’interprétation de Screen Play avec Elliott Sharp à la Cité de la Musique de la Villette, puis par la création française de Shuffle (entre autres au Ubu à Rennes avec Jean-François Pauvros), une performance avec Christian Marclay et Jacques Demierre au Centre culturel suisse et une nouvelle performance de Graffiti composition à Lille au Tri Postal en novembre 2017.
En 2011, elle est invitée à participer à la création musicale de la performance Livre des Poisons avec Édith Scob et David Girondin Moab (compagnie Orbis Pictus) à la Fondation Cartier.
En 2012, elle participe à la création de l’opéra Star Shaped Biscuit de David Toop (en) au festival d’Aldeburgh (Angleterre), une expérience riche, créée dans la complicité.
Elle se produit plusieurs fois en Chine entre 2014 et 2015, à chaque fois dans des contextes différents. Tout d’abord à Wuhan puis à Pékin lors d’un festival de musique contemporaine, elle présente en solo un programme de compositions contemporaines (des pièces de Luc Ferrari, Kasper T. Toeplitz, John Cage ainsi qu’une composition d’elle-même). Puis, elle joue en solo son album Les Incarnés au B10, fameux club underground à Shenzhen, puis de nouveau au musée Power Station of Art à Shanghai, qui célèbre alors ses trois ans d’existence.
En 2015, elle joue dans les arènes pour le festival de la photographie d’Arles, lors d'une conférence et projection d’œuvres de Hiroshi Sugimoto ; une véritable complicité née entre les images du photographe et sa musique.
Elle forme un duo avec Reinhold Friedl, dont l’inauguration a lieu à La Muse en circuit, puis à l’Exploratorium à Berlin. Elle participe à la performance de Tarek Atoui From Architecture avec Gaspar Claus, Uriel Barthélémi, Carl Ludwig Hübsch, Susie Ibarra, Eric La Casa, Robert Aiki, Aubrey Lowe et Ève Risser, présenté à la Fondation Louis Vuitton. 
En 2017, elle crée la pièce solo d’Éliane Radigue pour harpe, ainsi que pour harpe et contrebasse au collège des Bernardins à Paris.
Depuis 2016, elle travaille régulièrement avec la plasticienne Caecilia Tripp. Elles se rencontrent lors d’une performance au Crédac (centre d'art de Vitry), commande de la fondation Galeries Lafayette.
Puis elle participe à la création de Score for Migrating Notes, une performance commandée par Michèle Lamy avec Michèle Lamy, Caecilia Tripp, Kerwin Rolland et Robert Aiki Aubrey Lowe et présentée au Silencio, lors de la FIAC.

## Discographie

### Disques en solo, duo ou trio
- Hélène Breschand joue, 1998 Berio, Breschand, Cage, Taïra, Ton That Tiet Label In Situ - CD IS190
- L'intense, 2001 - avec Michel Doneda & Gérald Zbinden - Label FOR 4 EARS - CD ref. 1138
- Sombre, 2003 - avec Jean-François Pauvros - Label VICTO - CD ref. 095
- Le goût du sel, 2006 - Label d'autres cordes - CD ref. dac 081
- Double peine, 2010 - avec Sylvain Kassap - Label d'autres cordes, CD ref. dac 311
- Les incarnés, 2015 - d'autres cordes, LP ref. dac 20141
- Errances & résonances, 2016 - avec Ze Jam Afane - Label Césaré CD 16/12/18/1
- Chanson du crépuscule, 2017 - avec Elliott Sharp - Label Public Eyesore CD PE139
- Only Once, 2021 - avec Jean-Jacques Birgé & Uriel Barthélémi - GRRR online 3108

### Avec l'ensemble Laborintus
- Ourobors, 2000 - monographie de François Rossé par Laborintus - Label LA NUIT TRANSFIGURÉE, CD ref. LNT 340107.
- Et tournent les sons, 2005 - monographie de Luc Ferrari par Laborintus et eRikm - Label Césaré, CD réf. 06/03/4/2/1
- Dédales, 2007 - monographie Hans Ulrich Lehmann par Laborintus - Label Daphénéo, ref. CD A703
- Tierkries, 2007 - Karlheinz Stockhausen par Laborintus - Label Daphénéo, CD ref. A711
- Lascaux expériences, 2010 - monographie Luis Naon par Laborintus - Label Césaré, CD ref. Césaré 10/10/10/1

### Participations
- Sol Suelo, 1999 - de Pablo Cueco avec transes européennes - Label CD TE023
- Hell, 2003 - de Francois Sarhan - Label zig zag CD ZZT 040302
- Thisness, 2005 - de Jee Lee Johnson - Label nato CD HS10048
- Fleuve, 2006 - de Pierre Favre - Label ECM CD 1977 9856355
- L'Origine du monde, 2010 - de Tony Hymas - Label nato CD ref 3920
- Both ways pen jaws 2011 - de The Do - Label Cinq 7/Supercinq CD 3239402
- Sans retour 2014 - compilation de Citysonic- Label Transonic CD Trsc 0004
- Moments of fatherhood 2016 de Nicole Mitchell - Label Rogueart CD ROG-0068

### DVD
- Australe, 2012 - eRikM par Laborintus - Label d'autres cordes, DVD ref. dac 2031